# Sami Pajari
Sami Pajari (Lahti, 1º dicembre 2001) è un pilota di rally finlandese, nel 2021 ha vinto il campionato JWRC. Nel 2024 ha vinto il campionato WRC-2.

## Carriera
Pajari esordisce nei rally nel 2016, in serie minori finlandesi. Fa il suo esordio nel mondiale nel 2019, nella categoria Junior, collezionando subito i suoi primi punti. Nel 2021 divide la sua stagione tra mondiale ed europeo Junior, riuscendo a vincere la prima delle due. L'anno successivo comincia a muovere i primi passi nella categoria WRC-2, senza però abbandonare del tutto la Junior. Nel 2023 vince il suo primo evento di categoria e conquista i suoi primi punti nella classifica generale dell'iridato. Nel 2024 esordisce per la prima volta nella massima serie, senza rinunciare a vincere anche la categoria WRC-2. Dal 2025 ha un ruolo stabile nella categoria maggiore.

## Palmarès
- JWRC: 1
2021 su Ford Fiesta Rally4

- WRC-2: 1
2024 su Toyota GR Yaris Rally2

## Vittorie nel mondiale rally

### Vittorie nel JWRC
| Nº | Anno | Rally                | Copilota       | Vettura            | Squadra             |
| -- | ---- | -------------------- | -------------- | ------------------ | ------------------- |
| 1  | 2021 | Rally d'Estonia      | Marko Salminen | Ford Fiesta R2s    | Porvoon Autopalvelu |
| 2  | 2021 | Rally di Catalogna   | Marko Salminen | Ford Fiesta R2s    | Porvoon Autopalvelu |
| 3  | 2022 | Rally del Portogallo | Enni Mälkönen  | Ford Fiesta Rally3 | -                   |
| 4  | 2022 | Rally d'Estonia      | Enni Mälkönen  | Ford Fiesta Rally3 | -                   |

### Vittorie nel WRC-3
| Nº | Anno | Rally                | Copilota      | Vettura            |
| -- | ---- | -------------------- | ------------- | ------------------ |
| 1  | 2022 | Rally di Monte Carlo | Enni Mälkönen | Ford Fiesta Rally3 |
| 2  | 2022 | Rally del Portogallo | Enni Mälkönen | Ford Fiesta Rally3 |
| 3  | 2022 | Rally d'Estonia      | Enni Mälkönen | Ford Fiesta Rally3 |

### Vittorie nel WRC-2
| Nº | Anno | Rally               | Copilota      | Vettura                | Squadra      |
| -- | ---- | ------------------- | ------------- | ---------------------- | ------------ |
| 1  | 2023 | Rally di Finlandia  | Enni Mälkönen | Škoda Fabia RS Rally2  | Toksport WRT |
| 2  | 2024 | Rally di Sardegna   | Enni Mälkönen | Toyota GR Yaris Rally2 | Printsport   |
| 3  | 2024 | Rally di Polonia    | Enni Mälkönen | Toyota GR Yaris Rally2 | Printsport   |
| 4  | 2024 | Rally dell'Acropoli | Enni Mälkönen | Toyota GR Yaris Rally2 | Printsport   |

### Vittorie nel WRC-2 Challenger
| Nº | Anno | Rally               | Copilota      | Vettura                | Squadra      |
| -- | ---- | ------------------- | ------------- | ---------------------- | ------------ |
| 1  | 2023 | Rally di Svezia     | Enni Mälkönen | Škoda Fabia RS Rally2  | Toksport WRT |
| 2  | 2023 | Rally d'Estonia     | Enni Mälkönen | Škoda Fabia RS Rally2  | Toksport WRT |
| 3  | 2023 | Rally di Finlandia  | Enni Mälkönen | Škoda Fabia RS Rally2  | Toksport WRT |
| 4  | 2023 | Rally del Cile      | Enni Mälkönen | Škoda Fabia RS Rally2  | Toksport WRT |
| 5  | 2024 | Rally di Svezia     | Enni Mälkönen | Toyota GR Yaris Rally2 | Printsport   |
| 6  | 2024 | Rally di Sardegna   | Enni Mälkönen | Toyota GR Yaris Rally2 | Printsport   |
| 7  | 2024 | Rally di Polonia    | Enni Mälkönen | Toyota GR Yaris Rally2 | Printsport   |
| 8  | 2024 | Rally dell'Acropoli | Enni Mälkönen | Toyota GR Yaris Rally2 | Printsport   |

## Risultati nel mondiale rally

### Risultati nel WRC
| 2019 | Scuderia         | Vettura           |  |  |  |  |  |  |  |  |     |  |  |  |  |  |  |  | Punti | Pos. |
| ---- | ---------------- | ----------------- |  |  |  |  |  |  |  |  | --- |  |  |  |  |  |  |  | ----- | ---- |
| 2019 | Team Flying Finn | Ford Fiesta R2T19 |  |  |  |  |  |  |  |  | Rit |  |  |  |  |  |  |  | 0     |      |

| 2020 | Scuderia         | Vettura                              |  |    |  |    |  |    |    |  |  |  |  |  |  |  |  |  | Punti | Pos. |
| ---- | ---------------- | ------------------------------------ |  | -- |  | -- |  | -- | -- |  |  |  |  |  |  |  |  |  | ----- | ---- |
| 2020 | Team Flying Finn | Ford Fiesta R2T19 Ford Fiesta Rally4 |  | 29 |  | 29 |  | 44 | 71 |  |  |  |  |  |  |  |  |  | 0     |      |

| 2021 | Scuderia            | Vettura            |  |    |    |    |  |  |    |    |  |  |    |  |  |  |  |  | Punti | Pos. |
| ---- | ------------------- | ------------------ |  | -- | -- | -- |  |  | -- | -- |  |  | -- |  |  |  |  |  | ----- | ---- |
| 2021 | Porvoon Autopalvelu | Ford Fiesta Rally4 |  | 28 | 25 | 28 |  |  | 21 | 21 |  |  | 28 |  |  |  |  |  | 0     |      |

| 2022 | Scuderia     | Vettura                                   |    |    |     |    |    |  |    |    |    |    |  |    |    |  |  |  | Punti | Pos. |
| ---- | ------------ | ----------------------------------------- | -- | -- | --- | -- | -- |  | -- | -- | -- | -- |  | -- | -- |  |  |  | ----- | ---- |
| 2022 | Toksport WRT | Ford Fiesta Rally3 Škoda Fabia Rally2 Evo | 22 | 31 | Rit | 17 | 12 |  | 16 | 21 | 53 | 43 |  | 17 | 11 |  |  |  | 0     |      |

| 2023 | Scuderia     | Vettura               |    |    |  |    |    |    |  |    |   |  |   |  |  |  |  |  | Punti | Pos. |
| ---- | ------------ | --------------------- | -- | -- |  | -- | -- | -- |  | -- | - |  | - |  |  |  |  |  | ----- | ---- |
| 2023 | Toksport WRT | Škoda Fabia RS Rally2 | NP | 10 |  | 13 | 22 | 29 |  | 10 | 7 |  | 8 |  |  |  |  |  | 12    | 17º  |

| 2024 | Scuderia                           | Vettura                                              |    |   |  |    |     |   |   |    |   |   |   |     |   |  |  |  | Punti | Pos. |
| ---- | ---------------------------------- | ---------------------------------------------------- | -- | - |  | -- | --- | - | - | -- | - | - | - | --- | - |  |  |  | ----- | ---- |
| 2024 | Printsport Toyota Gazoo Racing WRT | Toyota GR Yaris Rally2 Toyota GR Yaris Rally1 Hybrid | 12 | 6 |  | 10 | Rit | 6 | 9 | 12 | 4 | 4 | 6 | Rit | 8 |  |  |  | 44    | 10º  |

| 2025 | Scuderia                 | Vettura                |     |   |    |     |   |   |    |   |   |  |  |  |  |  |  |  | Punti | Pos. |
| ---- | ------------------------ | ---------------------- | --- | - | -- | --- | - | - | -- | - | - |  |  |  |  |  |  |  | ----- | ---- |
| 2025 | Toyota Gazoo Racing WRT2 | Toyota GR Yaris Rally1 | Rit | 7 | 45 | Rit | 7 | 7 | 46 | 7 | 5 |  |  |  |  |  |  |  | 48    |      |

| Legenda | 1º posto | 2º posto | 3º posto | A punti | Senza punti | Ritirato | Squalificato | NP=Non partito C=Gara cancellata | Apice=Power stage |

### Risultati nel WRC-2
| 2022 | Scuderia     | Vettura                |  |  |  |  |   |  |  |     |   |  |  |   |   |  |  |  | Punti | Pos. |
| ---- | ------------ | ---------------------- |  |  |  |  | - |  |  | --- | - |  |  | - | - |  |  |  | ----- | ---- |
| 2022 | Toksport WRT | Škoda Fabia Rally2 Evo |  |  |  |  | 5 |  |  | 103 | 7 |  |  | 7 | 5 |  |  |  | 30    | 14º  |

| 2023 | Scuderia     | Vettura               |  |   |  |   |  |    |  |    |   |     |   |  |  |  |  |  | Punti | Pos. |
| ---- | ------------ | --------------------- |  | - |  | - |  | -- |  | -- | - | --- | - |  |  |  |  |  | ----- | ---- |
| 2023 | Toksport WRT | Škoda Fabia RS Rally2 |  | 3 |  | 5 |  | 19 |  | 23 | 1 | Rit | 3 |  |  |  |  |  | 86    | 7º   |

| 2024 | Scuderia   | Vettura                |  |   |  |  |     |   |   |   |  |   |  |  |   |  |  |  | Punti | Pos. |
| ---- | ---------- | ---------------------- |  | - |  |  | --- | - | - | - |  | - |  |  | - |  |  |  | ----- | ---- |
| 2024 | Printsport | Toyota GR Yaris Rally2 |  | 2 |  |  | Rit | 1 | 1 | 3 |  | 1 |  |  | 2 |  |  |  | 126   | 1º   |

| Legenda | 1º posto | 2º posto | 3º posto | A punti | Senza punti | Ritirato | Squalificato | NP=Non partito C=Gara cancellata | Apice=Power stage |

### Risultati nel WRC-2 Junior/WRC-2 Challenger
| 2022 | Scuderia     | Vettura                |  |  |  |  |   |  |  |   |  |  |  |   |   |  |  |  | Punti | Pos. |
| ---- | ------------ | ---------------------- |  |  |  |  | - |  |  | - |  |  |  | - | - |  |  |  | ----- | ---- |
| 2022 | Toksport WRT | Škoda Fabia Rally2 Evo |  |  |  |  | 4 |  |  | 5 |  |  |  | 3 | 3 |  |  |  | 52    | 9º   |

| 2023 | Scuderia     | Vettura               |  |   |  |   |  |    |  |   |   |     |   |  |  |  |  |  | Punti | Pos. |
| ---- | ------------ | --------------------- |  | - |  | - |  | -- |  | - | - | --- | - |  |  |  |  |  | ----- | ---- |
| 2023 | Toksport WRT | Škoda Fabia RS Rally2 |  | 1 |  | 2 |  | 16 |  | 1 | 1 | Rit | 1 |  |  |  |  |  | 118   | 3º   |

| 2024 | Scuderia   | Vettura                |  |   |  |  |     |   |   |   |  |   |  |  |   |  |  |  | Punti | Pos. |
| ---- | ---------- | ---------------------- |  | - |  |  | --- | - | - | - |  | - |  |  | - |  |  |  | ----- | ---- |
| 2024 | Printsport | Toyota GR Yaris Rally2 |  | 1 |  |  | Rit | 1 | 1 | 2 |  | 1 |  |  | 2 |  |  |  | 136   | 1º   |

| Legenda | 1º posto | 2º posto | 3º posto | A punti | Senza punti | Ritirato | Squalificato | NP=Non partito C=Gara cancellata | Apice=Power stage |

### Risultati nel WRC-3
| 2022 | Scuderia | Vettura            |   |   |     |   |  |  |   |  |  |  |  |  |  |  |  |  | Punti | Pos. |
| ---- | -------- | ------------------ | - | - | --- | - |  |  | - |  |  |  |  |  |  |  |  |  | ----- | ---- |
| 2022 | -        | Ford Fiesta Rally3 | 1 | 4 | Rit | 1 |  |  | 1 |  |  |  |  |  |  |  |  |  | 87    | 3º   |

| Legenda | 1º posto | 2º posto | 3º posto | A punti | Senza punti | Ritirato | Squalificato | NP=Non partito C=Gara cancellata | Apice=Power stage |

### Risultati nel JWRC[n 1]
| 2019 | Scuderia         | Vettura        |  |  |  |  |  |  |  |  |      |  |  |  |  |  |  |  | Punti | Pos. |
| ---- | ---------------- | -------------- |  |  |  |  |  |  |  |  | ---- |  |  |  |  |  |  |  | ----- | ---- |
| 2019 | Team Flying Finn | Ford Fiesta R5 |  |  |  |  |  |  |  |  | Rit2 |  |  |  |  |  |  |  | 2     | 17º  |

| 2020 | Scuderia         | Vettura        |  |    |  |    |  |    |   |  |  |  |  |  |  |  |  |  | Punti | Pos. |
| ---- | ---------------- | -------------- |  | -- |  | -- |  | -- | - |  |  |  |  |  |  |  |  |  | ----- | ---- |
| 2020 | Team Flying Finn | Ford Fiesta R5 |  | 41 |  | 28 |  | 56 | 4 |  |  |  |  |  |  |  |  |  | 66    | 3º   |

| 2021 | Scuderia            | Vettura         |  |  |    |   |  |  |    |   |  |  |    |  |  |  |  |  | Punti | Pos. |
| ---- | ------------------- | --------------- |  |  | -- | - |  |  | -- | - |  |  | -- |  |  |  |  |  | ----- | ---- |
| 2021 | Porvoon Autopalvelu | Ford Fiesta R2s |  |  | 69 | 2 |  |  | 19 | 2 |  |  | 14 |  |  |  |  |  | 145   | 1º   |

| 2022 | Scuderia | Vettura            |  |    |      |    |  |  |    |  |  |    |  |  |  |  |  |  | Punti | Pos. |
| ---- | -------- | ------------------ |  | -- | ---- | -- |  |  | -- |  |  | -- |  |  |  |  |  |  | ----- | ---- |
| 2022 | -        | Ford Fiesta Rally3 |  | 57 | Rit8 | 16 |  |  | 14 |  |  | 56 |  |  |  |  |  |  | 111   | 3º   |